# Грузило

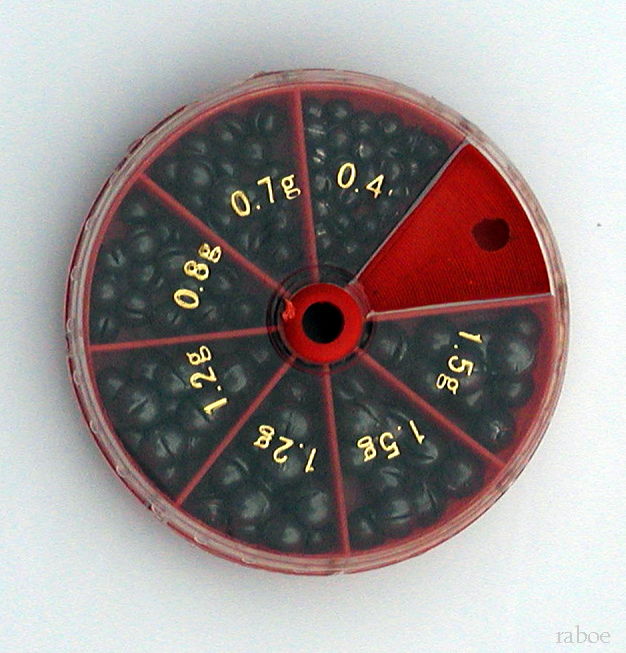
Свинцевий дріб

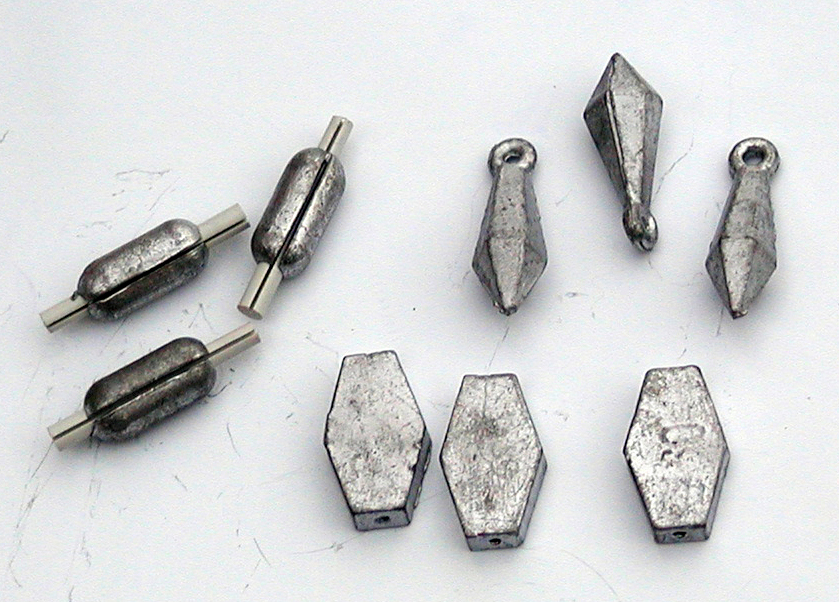
Інші типи свинцевих грузил

Грузи́ло (від груз — «вантаж», пор. грузнути) — рибальське пристосування, яке являє собою невеликий шматочок свинцю або бабіту (найважчих і найлегкоплавкіших металів чи сплавів). Вага частинок, зазвичай, коливається в межах від 5 до 40 г. Форма грузил буває різною. Часто використовується звичайний свинцевий дріб.
На поплавковій вудочці за допомогою грузила виконується вирівнювання поплавця і занурення гачка з наживкою у воду водойми на потрібну глибину. Також може встановлюватися і на рибальських сітках, спінінгах. 

На спінінгах грузила використовують, коли приманка легка, а вудилище при цьому жорстке, через що без додаткової ваги приманку неможливо далеко закинути. Спінінгові грузила повинні бути ексцентричними, в яких центр ваги повинен міститись нижче від місця кріплення до волосіні (така форма грузила запобігає закручуванню волосіні на повідку). Деколи спінінгісти використовують спеціальний додатковий пристрій — «антикінкер» (зазвичай його використовують при ловлі на важкі блешні і девони; його ставлять замість грузила між повідком і волосінню).
Згідно зі Словарем української мови Б. Грінченка, словом грузило наприкінці XIX — початку XX ст. називалася жердина із залізною скобою, якою рибалки притримували кінці сітки біля дна при її витяганні. Значення «рибальський тягарець, важок» у словнику Грінченка не наводиться, але воно присутнє в Малоруско-нїмецкому словарі Желехівського й Недільського. У Грінченка кам'яні грузила невода згадуються як грюзь.